# Smiljan Pavič
Smiljan Pavič (Slovenj Gradec, 5 febbraio 1980) è un cestista sloveno.

## Palmarès
- Campionato sloveno: 8

Union Olimpija: 2003-04, 2004-05
Helios Domžale: 2006-07
Krka Novo mesto: 2009-10, 2010-11, 2011-12, 2012-13, 2013-14
- Coppa di Slovenia: 3

Union Olimpija: 2005
Helios Domžale: 2007
Krka Novo mesto: 2014
- Supercoppa slovena: 5

Union Olimpija: 2003, 2004
Krka Novo mesto: 2010, 2011, 2012
- EuroChallenge: 1

Krka Novo mesto: 2010-11